# Grob G180 SPn
Grob G 180SPn je dvoumotorový dolnoplošný kompozitní business jet navržený a vyráběný německou společností Grob Aerospace.
Druhý prototyp byl zničen a jeho pilot zahynul po nehodě způsobené třepetáním svislých ocasních ploch v roce 2006. Po insolvenci Grob Aerospace v roce 2008 bylo v roce 2009 oznámeno pokračování v projektu, které bylo potvrzeno v roce 2015, po úspěchu typu Pilatus PC-24.
V září 2010 oznámila SOCATA, filiálka koncernu Daher, že G180SPn podrobí testům, protože zvažuje zakoupení letounu od Allied Aviation Technologies, držitele práv k typu, který je získal po insolvenci Grob Aerospace v roce 2008.

## Specifikace

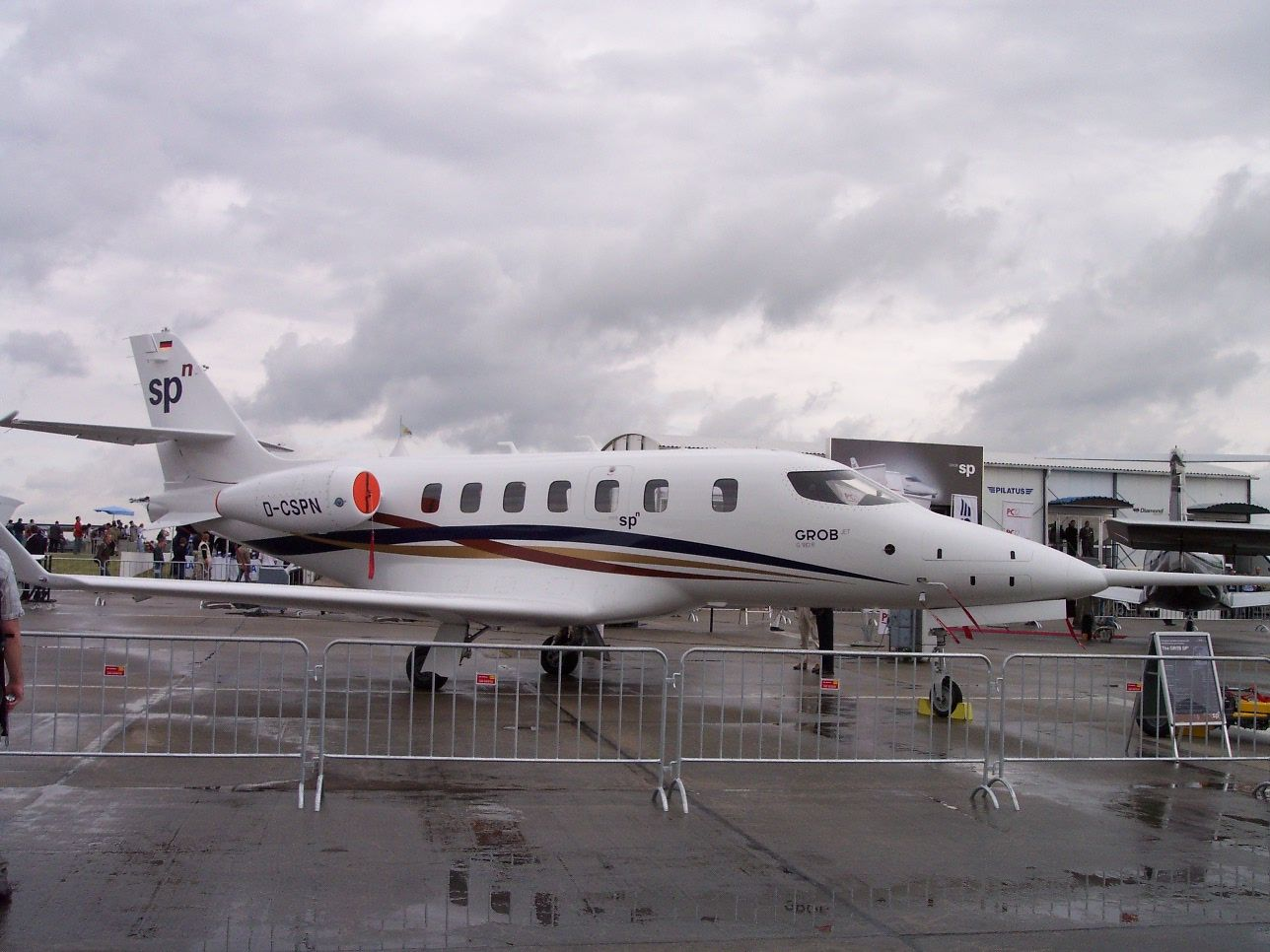
Grob G180SP^{n} na ILA 2006

Údaje dle

### Technické údaje
- Osádka: 1 pilot
- Kapacita: 9 cestujících
- Délka: 14,81 m
- Rozpětí: 14,86 m
- Výška: 5,12 m
- Vzletová hmotnost: 6 300 kg
- Pohonná jednotka: 2 × dvouproudový motor Williams FJ44-3A
- Tah pohonné jednotky: 12,44 kN (2 800 lbf)

### Výkony
- Maximální rychlost: 753 km/h (M=0,70)
- Pádová rychlost: 143 km/h
- Dolet: 3 425 km
- Praktický dostup: 12 500 m